# Эйр, Уильям
Уильям Ли Уильямсон Эйр (англ. William Leigh Williamson Eyre; 1841—1914) — английский натуралист. Является автором всего нескольких наименований грибов, однако активно пересылал другим учёным собранные им образцы.

## Биография
Уильям Эйр родился 17 марта 1841 года в деревне Пэдбери в графстве Бакингемшир. Учился в Британском торговом флоте, затем работал матросом. После нескольких лет работы во флоте Эйр стал учиться в Личфилдском религиозном училище. С 1865 года Уильям Эйр был викарием нескольких английских приходов, в 1875 году стал пастором Суорратона и викарием Нортингтона. В свободное время Эйр занимался изучением природы Хэмпшира. Он был членом Хэмпширского полевого клуба, интересовался растениями и моллюсками. Некоторая часть образцов моллюсков и растений, собранных Эйром, хранится в Хаслмирском музее в Суррее. Затем Эйр вступил в Вулхопский клуб натуралистов, где познакомился с несколькими микологами и заинтересовался изучением грибов. В 1896 году он принял участие в создании Британского микологического общества, в 1903 году был избран его президентом. Также Эйр был членом Королевского метеорологического общества. Уильям Эйр скончался 25 октября 1914 года.
Уильям Эйр пересылал образцы грибов для определения микологам, работавшим в Королевских ботанических садах Кью. В частности, его образцы определяли Мордехай Кук, Джордж Масси и Элси Уэйкфилд.
Сам Эйр издал всего несколько публикаций в журналах. Большинство из них было посвящено грибам Суорратона, они были изданы Хэмпширским клубом. В 1903 году в статье Ри и Смита было опубликовано описание гриба Schulzeria grangei [syn. Lepiota grangei], впервые определённого Эйром.

## Некоторые публикации
- Eyre, W.L.W. (1887). A list of Hampshire fungi. Papers and proceedings of the Hampshire Field Club 1: 49–50.
- Eyre, W.L.W. (1900). Notes on Hants fungi. Transactions of the British Mycological Society 1: 110–112.
- Eyre, W.L.W. (1900). Fungi. In: Doubleday, H.A. (ed.) Victoria County History of Hampshire and the Isle of Wight. Vol. 1: 82–87. University of London.
- Eyre, W.L.W. (1907). A list of the fungi of Grange Park and neighbourhood, Hampshire. Winchester: Warren & Son.

## Виды грибов, названные в честь У. Эйра
- Poria eyrei Bres., 1911 [syn.  Schizopora paradoxa (Schrad.) Donk, 1967]
- Schulzeria eyrei Massee, 1893 [syn.  Melanophyllum eyrei (Massee) Singer, 1951]
- Sebacina eyrei Wakef., 1915 [syn.  Basidiodendron eyrei (Wakef.) Luck-Allen, 1963]